# チョルスー (サマルカンド)
チョルスー (ウズベク語: Chorsu、ロシア語: Чорсу) はウズベキスタンのサマルカンドにある建物である。
チョルスーはレギスタン広場のシェル・ドル・マドラサのそばにある建物で、15世紀にサマルカンドの屋内中央市場として建設された。1404年にティムール朝使節団としてサマルカンドを訪れたスペインの外交官ルイ・ゴンザレス・デ・クラビホもチョルスーに立ち寄り、道中の見聞を記した自身の著書「ティムール帝国紀行」の中で触れている。
チョルスーは「交差点」もしくは「四方向の道」を表す。チョルスーにはタシュケントやシャフリサブス、ブハラなど国内の様々な場所から商品が集められていた。18世紀にはブハラ・ハン国シャー・ムラードの命により、天井のドーム部分の改修が行われている。
現在では市場として使用されることはなくなっており、主に文化的・教育的な目的で使用されている。2005年にはウズベキスタン美術アカデミーに売却され、ウズベキスタンの芸術家の作品を展示したアート展などが開催されている。

## 参照項目
- シヨブバザール